# ディーター・ツェヒリン
ディーター・ツェヒリン（Dieter Zechlin, 1926年10月30日 - 2012年3月16日）はドイツのピアニスト。
ドイツ中部ハルツ地方のゴスラーに生まれる。ライプツィヒでオットー・ヴァインライヒに学び、1950年のバッハ国際コンクールで特別賞を受賞。1949年からエアフルトのテューリンゲン国立音楽院、1951年からベルリン音楽大学（現ベルリン・ハンス・アイスラー音楽大学）の教授をつとめる。1970年から1978年まで東ドイツ芸術アカデミーの副会長となる。旧東ドイツを代表するピアニストであり、ベートーヴェン、シューベルトのピアノソナタ全集等で知られる。1959年に東ドイツ芸術賞（Kunstpreis der DDR）、1961年に東ドイツ国家賞（Nationalpreis der DDR）を受ける。ピアニストで門下生でもあるスザンネ・グリュッツマンと再婚している。